# Telenomus othus
Telenomus othus är en stekelart som beskrevs av Alexander Henry Haliday 1833. Telenomus othus ingår i släktet Telenomus, och familjen gallmyggesteklar. Arten är reproducerande i Sverige.